# Another Woman
Another Woman (bra: A Outra) é um filme de drama dos Estados Unidos de 1988, escrito e dirigido por Woody Allen. A banda sonora foi selecionada com partes de Bach, Satie, Kurt Weill, Mahler, Cole Porter e Jerome Kern. A fotografia é de Sven Nykvist.

## Elenco
- Gena Rowlands...  Marion Post
- Ian Holm... Ken
- Mia Farrow... Hope
- Blythe Danner...  Lydia
- Betty Buckley...  Kathy
- John Houseman...  Pai de Marion
- Sandy Dennis...  Claire
- Frances Conroy...  Lynn
- Philip Bosco...  Sam
- Martha Plimpton...  Laura
- Harris Yulin...  Paul
- Gene Hackman...  Larry Lewis
- David Ogden Stiers... Pai de Marion jovem

## Sinopse
Marion é uma acadêmica quinquagenária fria, metódica e organizada, casada (pela segunda vez) com o médico-cirurgião Ken, admirada por alunos e amigos e com relacionamentos supostamente equilibrados com o marido e parentes (pai idoso e irmão mais novo que está para se separar da esposa). Ela aluga um quarto para escrever um livro e começa ouvir por acaso pacientes de um analista que mantém escritório em sala ao lado. Chama-lhe atenção especialmente uma mulher jovem e grávida e o que ela ouve a faz relembrar o passado e mudar profundamente a forma como encara a vida.